# 村瀬武男

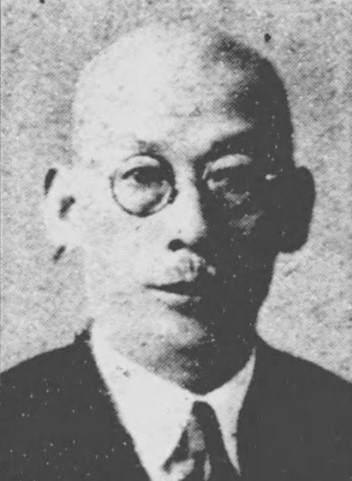
村瀬武男

村瀬 武男（むらせ たけお、1879年（明治12年）5月11日 - 1959年（昭和34年）2月3日）は、愛媛県出身の政治家。衆議院議員、愛媛県会議長などを務めた。

## 経歴
1879年（明治12年）5月11日愛媛県野間郡九王村（現：今治市）で出生。1898年（明治31年）広島市の修道学校（現：修道中学校・高等学校）を卒業。その後兵役に従事。1903年（明治36年）大井村（現：今治市）助役、1910年（明治43年）から1941年（昭和16年）までの間に前後6期大井村長を務めた。1919年（大正8年）から1937年（昭和12年）まで連続5期愛媛県会議員、1935年（昭和10年）12月から1年間は議長を務めた。また、越智郡農会長・愛媛県農会副会長・越智郡畜産組合長・愛媛県山林会郡支部会長などの要職も歴任。
1937年4月の第20回衆議院議員総選挙に愛媛2区から立憲民政党公認で出馬し当選。1942年（昭和17年）4月の第21回総選挙では翼賛政治体制協議会推薦で出馬し再選。1946年（昭和21年）公職追放。追放解除後の1954年（昭和29年）10月今治市長に公選され1年余在任した。晩年は四国産業会社社長を務めた。昭和34年2月3日逝去。勲三等。